# Isopentényle diphosphate delta-isomérase
 (février 2024).
Si vous disposez d'ouvrages ou d'articles de référence ou si vous connaissez des sites web de qualité traitant du thème abordé ici, merci de compléter l'article en donnant les références utiles à sa vérifiabilité et en les liant à la section « Notes et références ».
L'isopentényle diphosphate delta-isomérase est une isomérase qui catalyse la conversion de l'isopentényl-pyrophosphate (IPP) en diméthylallyl-pyrophosphate (DMAPP) :
|                           | {\displaystyle \rightleftharpoons } |                             |
| Isopentényl-pyrophosphate |                                     | Diméthylallyl-pyrophosphate |
Les cofacteurs impliqués dans cette réaction sont :
- des ions calcium Ca2+, magnésium Mg2+ ou manganèse Mn2+,
- la flavine mononucléotide (FMN) ou la flavine adénine dinucléotide (FAD).

Cette enzyme intervient à la septième étape de la voie du mévalonate, qui est, chez tous les eucaryotes supérieurs et la plupart des bactéries, la voie métabolique de biosynthèse de l'isopentényl-pyrophosphate (IPP) et du diméthylallyl-pyrophosphate (DMAPP), intermédiaires conduisant à la synthèse du cholestérol et des terpénoïdes.